# Tenosinovitis
La tenosinovitis es la inflamación del tendón y de la membrana sinovial que lo recubre.

## Etiología
Puede ser provocada por la existencia de depósitos de calcio, distensiones o traumatismos repetidos, concentraciones elevadas de colesterol plasmático, artritis reumatoide, gota o gonorrea. 
La sinovitis puede ocurrir asociada con artritis, lupus, gota y otras condiciones. La sinovitis es comúnmente asociada con artritis reumatoidea. Períodos largos de sinovitis pueden generar degeneramiento de las articulaciones sinoviales.

## Clasificación
Según su forma de presentación se clasifican en:
- Agudas, como las tenosinovitis serosas y supuradas
- Crónicas, como las tuberculosas, las reumáticas, la enfermedad de De Quervain y el dedo en resorte.

## Cuadro clínico
Los signos y síntomas suelen ser los siguientes: anquilosis, artritis, artralgia, dolor alrededor de la articulación, y rubor a lo largo del tendón.